# 霞浦湖
霞浦（日语：／ Kasumigaura），又稱霞浦湖（／ Kasumigaura-ko），位於日本茨城縣東南部到千葉縣東北部之間，是日本第二大的淡水湖（第一大為滋賀縣的琵琶湖），湖沼水質保全特別措置法指定湖泊，由數個湖所組成，總面積達220平方公里。

## 名称
霞浦湖在古代被称为“流海”（流海 / ながれうみ）或“浪逆之海”（浪逆の海 / なさかのうみ），进入中世纪后，它在和歌中被称为“霞之浦”（霞の浦），若与面向太平洋的“外海”——鹿岛滩相对，霞浦湖也被称为“内海”。这个名字则在江户时代使用至今，但其语源至今未有定论，历史上有两种关于霞浦湖命名的说法，其一是《常陆国风土记》中行方郡条文记载的“香澄之里”（香澄の里）。另有说法则认为霞浦湖的命名由来是大足日子（景行天皇）对他的随从说的：“海面上，既有蓝色的波浪荡漾，陆地上，又有赤色的霞光蔓延。在我看来，国家就存在于这两者之间（海には、すなわち青い波が漂っており、陸には、これまた、赤色の霞がたなびいている。国がその中にあると私の目にはみえる）。”这句话。

## 地理
霞浦湖位于日本关东平原东部，流域面积广达2156.7平方公里，约占茨城县面积的35%，湖岸线总长为249.5公里，比日本最大湖泊琵琶湖的湖岸线（235.0公里）还要长。霞浦湖为暖单循环湖，平均水深约为4米，最大水深约为7米，年流量约为14亿立方米，蓄水量约为8.5亿立方米。有56条河流流入其中，其中樱川、恋濑川、巴川、小野川等较为著名。依国土交通省的定義，霞浦湖是由西浦、北浦、外浪逆浦、北利根川、鰐川、常陸利根川等所構成的水域總稱，其中西浦是最大的湖泊，面積為172平方公里，有時候霞浦湖狭义上也專指西浦；北浦面积为36平方公里，外浪逆浦、常陸利根川面积均为大约6平方公里。
霞浦湖最初是一个咸水潟湖，通过常陆川与太平洋间接相连，1958年发生“昭和33年盐害”后，日本政府在常陆川建设水闸，使霞浦湖成为淡水湖。1973年，由于水体富营养化，导致霞浦湖蓝藻爆发，给沿湖的农业和渔业造成了一定的损失，后经治理，富营养化的状况有所减轻。

## 交通
霞浦湖有土浦港、潮來港作為地方港灣。因湖泊本身很廣大，所以到達沿岸的方式有很多種。若是使用大眾運輸工具前往，也可以用JR常磐線、JR鹿島線、大洗鹿島線車站作為起點。
東日本旅客鐵道（JR東日本）
- 常磐線
  - 土浦站出站徒步前往或是搭乘JR巴士霞浦線
  - 高濱站出站徒步前往
  - 石岡站出站乘坐巴士[7]
- 鹿島線
  - 十二橋站出站徒步前往
  - 潮來站出站徒步前往或搭乘巴士[7]
  - 延方站出站徒步前往
  - 鹿島神宮站出站徒步前往或搭乘巴士[7]
- 成田線
  - 佐原站出站乘坐巴士[7]

鹿島臨海鐵道
- 大洗鹿島線
  - 北浦湖畔站出站徒步前往(往北浦)
  - 從位於鉾田市鉾田的巴士轉運站搭乘駛往石岡站的巴士[7]

## 外部連結
- かすみがうら*ネット（市民による霞ヶ浦データベース） （页面存档备份，存于）
- 国土交通省関東地方整備局霞ヶ浦河川事務所
- 霞ヶ浦水質浄化プロジェクト（茨城県科学技術振興財団）